# Comuna Hruseatîci, Jîdaciv
Hruseatîci (în ucraineană Грусятичі) este o comună în raionul Jîdaciv, regiunea Liov, Ucraina, formată din satele Hruseatîci (reședința) și Lișciînî.

## Demografie
Componența lingvistică a comunei Hruseatîci
     Ucraineană (99,93%)
     Alte limbi (0,07%)
Conform recensământului din 2001, majoritatea populației comunei Hruseatîci era vorbitoare de ucraineană (99,93%), existând în minoritate și vorbitori de alte limbi.